# Rybka
Rybka és un motor d'escacs per ordinador dissenyat pel mestre internacional Vasik Rajlich. Al voltant de 2011, Rybka va ser un dels motors més ben valorats a les llistes de classificació de motors d'escacs i va guanyar molts tornejos d'escacs per ordinador.
Després que Rybka guanyés quatre Campionats del món d'escacs informàtics consecutius del 2007 al 2010, se'ls va retirar aquests títols després que l'Associació Internacional de Jocs d'Informàtica conclogués el juny de 2011 que Rybka va ser plagiat tant dels motors d'escacs Crafty com de Fruit i, per tant, no va aconseguir complir els requeriments originals necessaris. El 2015, la Comissió d'Ètica de la FIDE, després d'una queixa presentada per Vasik Rajlich i el desenvolupador de motors d'escacs i editor de jocs Chris Whittington sobre infraccions ètiques durant els procediments disciplinaris interns, va declarar culpable l'ICGA i va sancionar l'ICGA amb una advertència. Cas 2/2012.
ChessBase va publicar un desafiant article-entrevista en dues parts sobre el procés i el veredicte amb el portaveu de l'ICGA, David Levy. Posteriorment, ChessBase ha publicat que Rybka Fritz 15 llançat a finals de 2015 i Fritz 16 llançat a finals de 2017.

## Nom
La paraula rybka, pronunciada [ˈrɪpka] en txec, significa peixet en txec, polonès i en moltes altres llengües eslaves. A Vasik Rajlich se li va preguntar una vegada en una entrevista d'Alexander Schmidt: "Vas triar el nom Rybka perquè el teu programa sempre se't va escapar de les mans com un peixet?" Ell va respondre: "Pel que fa al nom Rybka, ho sento, però aquest seguirà sent el meu secret privat".

## Interns
Rybka és un programa de codi tancat, però encara s'han revelat alguns detalls: Rybka utilitza una representació de bitboard, i és un cercador alfa-beta amb una finestra d'aspiració relativament gran. Utilitza una poda molt agressiva, que condueix a arbres de cerca desequilibrats. Es desconeixen els detalls de la funció d'avaluació, però des de la versió 2.3.1 s'ha inclòs el treball del GM Larry Kaufman sobre desequilibris materials, gran part dels quals es va elaborar en una sèrie de documents als anys noranta.

## Equip

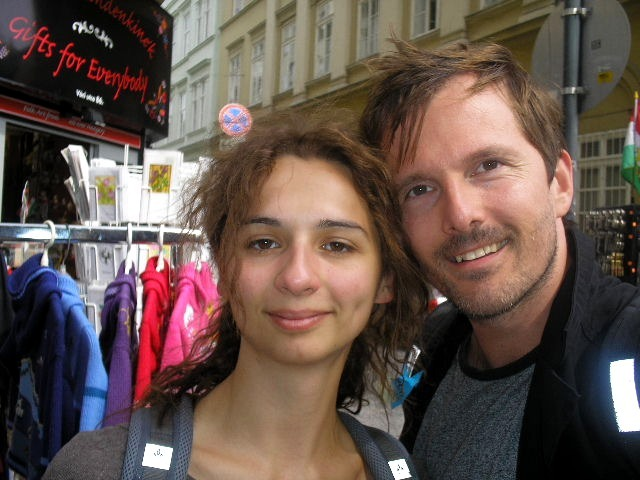
Iweta i Vasik Rajlich

Diversos membres de l'equip Rybka són jugadors d'escacs forts: Vasik Rajlich, l'autor principal de Rybka és un Mestre Internacional (IM). El GM Larry Kaufman és el campió del món sènior d'escacs 2008, i des de la versió 2.3 fins a la versió 3 va ser el principal responsable de la funció d'avaluació. Iweta Rajlich, l'esposa de Vasik Rajlich i la principal verificadora de Rybka és GM de dones (WGM) i IM. Jeroen Noomen (que solia treballar a Rebel) i Dagh Nielsen van ser els autors del seu llibre d'obertura; aquest últim és un dels millors jugadors d'escacs d'estil lliure del món. Tots dos estan ara menys actius i Jiri Dufek és el responsable del llibre.

## Història
Vasik Rajlich va començar a treballar en el seu programa d'escacs a principis de 2003. La primera beta de Rybka es va llançar el 2 de desembre de 2005.

### Participacions en tornejos
El gener de 2004, Rybka va participar en l'esdeveniment del 6è Torneig d'escacs informàtics de programadors (CCT6), acabant el 53è de 54 competidors, perdent 5 partides, empatant-ne 3 i superant l'últim classificat que tenia 0 punts (Tohno).
L'abril de 2004, Rybka va participar a Chess War V dirigida per Olivier Deville, acabant 23è a la Divisió D.
L'abril de 2004, Rybka va participar en la temporada 3 del sistema suís de Claude Dubois, anotant 6 victòries, 6 derrotes i 6 empats al Top 200 per acabar 71è.
Rybka va participar a Chess War VI acabant 42è a la Divisió D. Rybka va participar a Chess War VII acabant 48è a la Divisió C. Rybka va participar en la ronda 3 de l'AEGT, anotant 89 victòries, 28 derrotes i 15 empats.
El desembre de 2005, Rybka va participar en el 15è Campionat Internacional d'escacs informàtics de Paderborn. Rybka va guanyar el torneig amb una puntuació de 5½ punts sobre 7, per davant d'altres motors com Gandalf, Zappa, Spike, Shredder i Fruit.

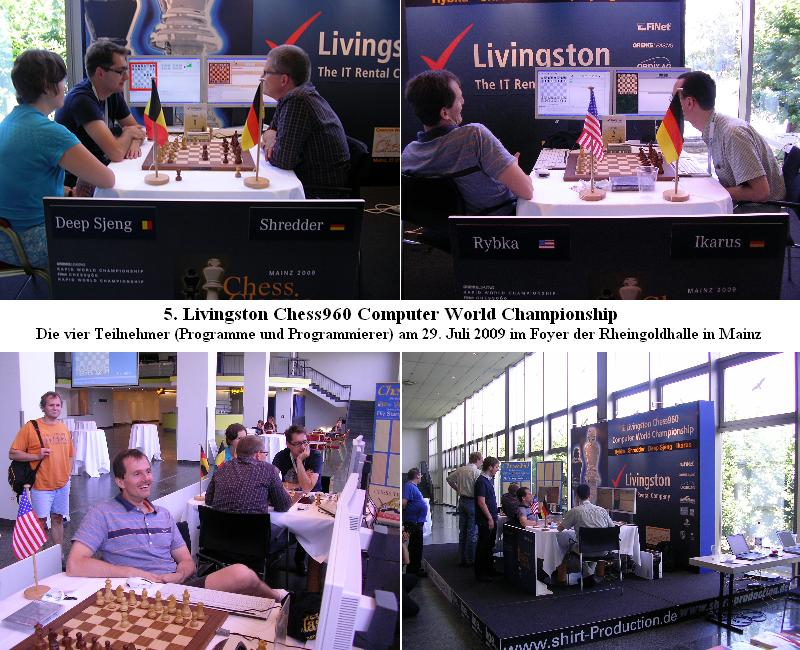
5è Livingston Chess960 Computer World Championship 2009 a Mainz. Els 4 programes Deep Sjeng, Shredder, Rybka i Ikarus (amb els programadors).

A CCT8 el febrer de 2006, Rybka va guanyar amb una puntuació de 8 sobre 9, quedant invicte. Al torneig principal PAL/CSS Freestyle d'abril de 2006, un Rybka 1.1 sense ajuda va ocupar el primer lloc. En el torneig final, Rybka 1.1 va acabar en segon i tercer lloc, darrere d' Hydra. Al 6è ICT de Leiden el maig de 2006, Rybka va guanyar amb una puntuació de 8½ sobre 9, per davant de Sjeng, Gandalf i Shredder. Al 14è Campionat del món d'escacs informàtics a Torí, Itàlia, el maig de 2006, Rybka, jugant amb el nom de Rajlich, va acabar segon, empatat amb Shredder, després de Junior, el campió del món guanyador de 2006. En el torneig principal de PAL/CSS Freestyle de juny de 2006, l'equip Rybka, jugant sota el mango Rajlich, va empatar al primer lloc amb Intagrand. A la final, l'equip de Rybka va aconseguir la primera posició clara, un punt per davant del camp. Els 8 classificats per a la final eren usuaris de Rybka. Al campionat holandès d'escacs per ordinador obert de 2006, Rybka 2.2 va acabar en primer lloc amb una puntuació perfecta de 9 sobre 9. Al desembre de 2006, Rybka va participar en el 16è Campionat Internacional d'escacs informàtics de Paderborn. Rybka va guanyar el torneig amb una puntuació de 6½ punts sobre 7.
El febrer de 2007, Rybka va participar al CCT9 i va guanyar amb 6/7. Al 7è ICT de Leiden el maig de 2007, Rybka va guanyar amb una puntuació de 7½ sobre 9, per davant de Zappa i HIARCS . Rybka va guanyar el 15è Campionat del món d'escacs informàtics el juny de 2007 amb una puntuació de 10 sobre 11. L'equip Rybka, jugant sota el mango Rajlich, va guanyar la final de PAL/CSS Freestyle de juny de 2007 amb una puntuació de 6/9. Més tard aquell any va tornar a guanyar el campionat holandès d'escacs per ordinador obert, amb 8/9.
El gener de 2008, Rybka va empatar al primer lloc a CCT10 amb 5,5/7. A l'octubre de 2008, Rybka va guanyar el 16è Campionat del món d'escacs per ordinador, celebrat a Pequín, Xina, amb una puntuació de 8/9. Un mes més tard, Rybka va guanyar el 27è Campionat d'escacs per ordinador holandès obert, celebrat a Leiden, anotant un perfecte 9/9.
El març de 2009, Rybka va guanyar el CCT11 amb 7,5/9 i el 17è Campionat del món d'escacs informàtics, celebrat a Pamplona, amb una puntuació de 8/9.
El maig de 2010, Rybka va guanyar el Torneig Internacional d'escacs informàtics a Leiden amb 8/9.

### Escacs amb handicap contra grans mestres
El març de 2007, Rybka va jugar un matx de vuit partides contra el GM Roman Dzindzichashvili amb handicaps de peó i moviment. El resultat va ser 4–4, després de dues victòries de Rybka, quatre empats i dues derrotes.
Mentre que Rybka va guanyar un matx de 8 partides el març de 2007 amb el GM Jaan Ehlvest que implicava donar peons a l'humà, el GM Larry Kaufman de l'equip Rybka ha compromès els seus propis diners a un GM humà que pot vèncer a Rybka en un matx Arxivat 2008-12-16 a Wayback Machine. de sis partides sense dificultats materials Arxivat 2008-12-16 a Wayback Machine.. El GM Jaan Ehlvest va ser escollit de nou per jugar amb Rybka, aconseguint el doble de temps de reflexió i les peces blanques en cada partida, amb Rybka només amb un llibre d'obertura de tres moviments, una mida limitada (512 MB) i sense taules de joc final (el matx s'anomenava "Tot menys un peó"). El matx, tornat a jugar el 2007, va acabar 4,5–1,5 després de tres victòries de Rybka i tres empats.
El setembre de 2008, Rybka va jugar un matx amb handicap contra Vadim Milov, el seu oponent més fort fins ara en un matx d'aquest estil. Milov en aquell moment tenia una puntuació d'Elo de 2705, el que el situava en el lloc 28 del món. El resultat va ser una victòria limitada de Milov: en dos jocs estàndard (Milov va jugar amb les blanques, sense desavantatges), Milov va perdre la primera partida i va perdre la segona. Després van jugar dos partides amb el clàssic handicap "peó i moviment" (f7 eliminat). La primera partida va acabar amb un empat anticipat per escac perpetu, mentre que la segona va ser guanyada per Milov. Finalment van jugar quatre partides amb desavantatge d'intercanvi (Rybka va treure la torre d'a1, Milov el cavall de b8); aquí Rybka va empatar tres vegades i va perdre una. El resultat final va ser de 4,5–3,5 per a Milov.

### Matx de Zappa
El setembre de 2007, Zappa va derrotar a Rybka en un matx, 5 1⁄2 –4 1⁄2. En aquest matx es van jugar dues partides famoses. La primera va ser el la quarta, de 180 jugades, que s'acostava a l'empat sota la regla dels 50 moviments. Tanmateix, a causa d'una avaluació incorrecta per part del motor Rybka, en el moviment 109 va moure un peó per evitar un empat (tot i que Zappa va poder, i ho va fer, capturar el peó immediatament), restablint així el comptador d'aquesta regla. La pèrdua del peó finalment va permetre a Zappa tallar les defenses de Rybka i guanyar la partida. Aleshores, en la partida 9, Rybka va estar 3 peons per sobre amb una posició totalment guanyada, però va fer una equivocació horrible en la jugada 71, "la pitjor equivocació dels escacs informàtics moderns", ja que no tenia coneixements suficients per veure que es produiria un empat per alfils de color oposat. Zappa tenia aquest coneixement, el va aprofitar i va empatar la partida. Anthony Cozzie va agrair al seu operador Erdogan Gunes haver tingut els mitjans per quedar-se fins al final en aquestes dues partides, en lloc d'acceptar un empat a la partida 4 o renunciar a la partida 9.
El matx es va produir després que Vasik Rajlich fes un repte publicitari de 100.000 dòlars al campió de la FIDE Fritz o Junior, fins i tot oferint avantatge d'una partida en un matx de 24 partides (13 punts). Però les negociacions entre Rybka i Junior es van trencar a causa de disputes sobre màquines in situ. El matx es va canviar a 10 partitdes contra Zappa, sent 10.000 dòlars la quantitat que finalment es va pagar al guanyador.

## Versions

### Versió 3
Rybka 3 va ser llançat el 6 d'agost de 2008. Mentre que les versions anteriors de Rybka van ser llançades exclusivament per Convekta, Rybka 3 va ser llançat tant per Chessbase com per Convekta. Si bé encara és un motor UCI, Rybka 3 té funcions addicionals quan s'executa sota les interfícies d'usuari ChessBase i Convekta. En una entrevista amb Frank Quisinsky, Vasik Rajlich va revelar els plans per a una futura GUI que "mostraria correctament el coneixement dels escacs a l'usuari", probablement en forma d'avaluació gràfica de les peces del tauler. La GUI, anomenada Aquarium, ha estat llançada per ChessOK (abans coneguda com Convekta).

### Versió 4
Rybka 4 va ser llançat el 26 de maig de 2010. Vasik Rajlich ha donat la següent informació al fòrum Rybka:
- Rybka 4 és un motor UCI normal, sense protecció contra còpies.
- Hi ha versions separades d'un sol processador i multiprocessador.
- ChessBase (www.chessbase.com) i Convekta/ChessOK (www.chessok.com) crearan paquets complets d'anàlisi d'escacs que inclouen Rybka 4.
- Plain Rybka 4 UCI sense GUI només per a la baixada està disponible a RybkaChess (www.rybkachess.com).
- Totes aquestes versions de Rybka 4 seran idèntiques i es poden utilitzar en qualsevol GUI compatible amb UCI.

### Rybka remot
Vasik Rajlich ha llançat el "Remote Rybka" (Rybka remot), que és una versió especial de Rybka (4+ o clúster) en maquinari/clústers molt potents dirigits per Lukas Cimiotti. Es pot llogar per un període determinat, encara que actualment no és inferior a 2 dies a causa dels costos generals. En llogar-lo, un té accés al Remote Rybka des del seu ordinador, i tots els detalls del lloguer són estrictament privats.

### Versió 4.1
Aquesta va ser una versió produïda ràpidament després que es va anunciar la investigació de l'ICGA, per garantir que no hi hagués infidelitats en l'obtenció del codi. Va ser llançat el 5 de març de 2011.

### Versió 5
La informació de l'última entrevista en vídeo de Vasik Rajlich va indicar que Rybka 5 estava programat per arribar entre finals de 2011 i la primera meitat de 2012. A data d'abril de 2022, això no va passar mai.

## Al·legacions de treball derivat

### Polèmica del motor d'escacs astut
Els primers motors privats Rybka han estat acusats de ser un clon de Crafty, inclosa la còpia d'errors específics, com ara comparar el resultat de la funció EvaluateMate amb un nombre, 99999, que possiblement no podria tornar - i codi innecessari ("no hi ha cap raó terrenal perquè cap programa que va afirmar que es va iniciar l'any 2003 tingui aquest codi, a part que es va copiar de Crafty sense la més mínima comprensió del seu propòsit").

### Polèmica Strelka
El maig de 2007, un nou motor d'escacs anomenat Strelka ("fletxa" en rus) va aparèixer a l'escena, que es diu que va ser escrit per Yuri Osipov. Aviat, hi va haver al·legacions que Strelka era un clon de Rybka 1.0 beta, en el sentit que era una versió d'enginyeria inversa i lleugerament modificada de Rybka. Diversos jugadors van trobar que Strelka donava una anàlisi idèntica a Rybka en una varietat de situacions diferents, fins i tot amb els mateixos errors i debilitats en alguns casos. Osipov, però, va afirmar repetidament als taulers de discussió que Strelka es basava en Fruit, no Rybka, i que qualsevol similitud era perquè Rybka també es basava en Fruit, o perquè havia ajustat la funció d'avaluació per estar el més propera possible a Rybka.
Amb el llançament de Strelka 2.0 beta, es va incloure el codi font. Rajlich va afirmar que la font va fer "obvi" que Strelka 2.0 beta era efectivament un clon Rybka 1.0 beta, encara que no sense algunes millores en determinades àrees. Sobre la base d'això, va afirmar que la font era pròpia i tenia la intenció de tornar-la a publicar amb el seu propi nom, encara que més tard va decidir no fer-ho. També va fer al·legacions que "Yuri Osipov" era un pseudònim.
Segons Victor Zakharov (empresa Convekta) a la seva ressenya per al lloc web d'escacs Arena: "Considero que Yuri Osipov (Ivanovich) és el nom real. No ho va amagar. Tanmateix, no ho puc afirmar amb una seguretat al 100%. I també té algun contacte amb Yuri Osipov per al desenvolupament del programa d'escacs de plataformes mòbils.
L'autor de Fruit Fabien Letouzey va expressar a la carta oberta esmentada anteriorment que Strelka 2.0 beta és un derivat de Fruit amb alguns canvis menors.

### Polèmica IPPOLIT
IPPOLIT, RobboLito, Igorrit, IvanHoe, FireBird i Fire són una sèrie de forts programes d'escacs de codi obert, desenvolupats originàriament per un equip de programadors anònims que s'anomenen els desembristes, després de la revolta desembrista.
El motor d'escacs IPPOLIT va ser llançat el maig de 2009 amb el seu codi font, però a causa de la política d'alguns fòrums d'escacs de no publicar material d'"estatus legal qüestionable" (per exemple, la carta de Talkchess) va romandre relativament desconegut fins a l'octubre de 2009. Vasik Rajlich ha afirmat que IPPOLIT és una versió descompilada de Rybka, i que les persones implicades el van mantenir informat del seu progrés per correu electrònic.

### Polèmica sobre el motor d'escacs Fruit GPL
Rybka ha estat acusat de basar-se en Fruit, però Rajlich ho ha negat categòricament, dient que Rybka és 100% original a nivell de codi font. El programador d'escacs Zach Wegner ha presentat més denúncies de violació de la GPL a partir d'un nou esforç de descompilació i d'un estudi d'un any de l'executable Rybka 1.0. Rajlich s'ha negat a respondre a aquestes denúncies. L'autor de Fruit Fabien Letouzeyva aparèixer després d'una absència de 5 anys el gener de 2011 i va publicar una carta oberta demanant més informació sobre les infraccions de Rybka i GPL.
El president de l'ICGA, David Levy, ha abordat la situació a ChessVibes i ha invocat un fòrum de programadors per decidir els mèrits. Les opcions inclouen revocar totes les victòries del torneig de Rybka per l'Estatut 3.h.iv. Des de llavors, catorze programadors d'escacs coneguts han escrit una carta oberta a David Levy, Jaap van den Herik i a la junta de l'ICGA afirmant que ara hi ha "evidències aclaparadores" que Rybka 1.0 beta (la primera versió forta de Rybka) es va derivar directament de Fruit.

### Desqualificació i prohibició al WCCC
El 28 de juny de 2011, la International Computer Games Association (ICGA) va concloure la seva investigació i va determinar que Vasik Rajlich en la programació Rybka havia plagiat altres dos programes de programari d'escacs: Crafty i Fruit. Segons l'ICGA, Vasik Rajlich no va complir la regla de l'ICGA que cada programa d'escacs per ordinador ha de ser l'obra original del desenvolupador que entra i aquells "el codi dels quals es deriva o inclou el codi de joc escrit per altres han de nomenar tots els altres autors" o la font d'aquest codi, en els detalls de la seva presentació". L'ICGA va considerar la suposada violació de Vasik Rajlich com l'ofensa més greu que pot cometre un programador d'escacs i un membre de l'ICGA respecte als seus companys i a l'ICGA. La sanció de l'ICGA per a Vasik Rajlich i Rybka va ser la desqualificació del Campionat del món d'escacs informàtics (WCCC) de 2006, 2007, 2008, 2009 i 2010. A Vasik Rajlich també se li va prohibir de per vida competir al WCCC o a qualsevol altre esdeveniment organitzat o sancionat per l'ICGA. A més, l'ICGA va exigir que Vasik Rajlich retornés a l'ICGA les quatre rèpliques del Trofeu Shannon presentades al WCCC el 2007, 2008, 2009 i 2010 i tots els premis atorgats per les actuacions de Rybka en aquests esdeveniments.

#### Resposta
En la publicació del veredicte i la sentència de l'ICGA, va esclatar un ampli desacord als fòrums d'escacs informàtics, centrat en l'aplicació correcta de la prova d'abstracció-filtració-comparació, les diferències entre copiar idees i copiar codi i biaix en la investigació.
Rajlich va respondre a les al·legacions de l'ICGA en una entrevista en vídeo amb Nelson Hernández, i va respondre preguntes sobre la polèmica i les seves opinions al respecte.
El gener de 2012, ChessBase.com va publicar un article del doctor Søren Riis. Riis, informàtic de la Universitat Queen Mary de Londres i moderador del fòrum Rybka, va criticar la decisió de l'ICGA, la investigació, els mètodes en què es basava la investigació i el biaix dels membres del panell i de la Secretaria. Riis va argumentar que les parts crítiques de l'informe del panell de l'ICGA que semblaven mostrar la duplicació del codi línia per línia entre Rybka i Fruit eren enganyoses o falsificades, i es va oposar a la composició del panell i de la Secretaria, suggerint que consistia gairebé exclusivament en programadors d'escacs rivals que va tenir un conflicte d'interessos en veure que Rajlich era prohibit de la competició per tal d'interrompre el seu domini ininterromput dels escacs informàtics competitius. El president de l'ICGA, David Levy, i l'investigador de matemàtiques de la Universitat de Sydney, Mark Watkins, van respondre a la publicació de Riis amb les seves pròpies declaracions defensant el panell i les conclusions de l'ICGA, respectivament. ChessBase va publicar una llarga llista de comentaris dels lectors a l'article de Riis, assenyalant específicament els dos comentaris més llargs, un a favor i un en contra, que es trobaven al final.
L'any 2012, Vasik Rajlich va presentar una queixa contra les decisions, el procés i la parcialitat de l'ICGA a la Comissió d'Ètica de la FIDE, tal com van signar Soren Riis, Ed Schröder i Chris Whittington. El 2015, la Comissió d'Ètica de la FIDE va declarar l'ICGA de l'Associació Internacional de Jocs d'Informàtica culpable d'infraccions ètiques durant els procediments disciplinaris interns i va sancionar l'ICGA amb una advertència. Cas 2/2012.

#### Rebuig de la decisió de l'ICGA per part del CSVN
Cock de Gorter, president de l'Associació Holandesa d'escacs informàtics (CSVN) va escriure:
| « | No cal que us digui que l'ICGA va fer un desastre terrible. Al nostre lloc l'agost passat vam declarar que no acceptarem la prohibició de Rybka. El món dels escacs informàtics es divideix en dos. En aquest moment, la junta de CSVN té els dubtes més seriosos sobre la veracitat de la decisió de l'ICGA. Per tant, hem optat per no complir les seves sancions contra Rybka. | » |

| « | Els partidaris de les sancions van ser durament qüestionats per (p. ex.) Miguel A. Ballicora, George Speight i Søren Riis. La seva oposició ens va impressionar, perquè aquestes persones poden confiar en una àmplia experiència en el camp de la programació d'escacs, la llei i la lògica matemàtica. Quan finalment l'holandès Ed Schröder, antic campió mundial d'escacs informàtics, es va unir als esmentats crítics d'ICGA, semblava que ja no teníem opció. | » |

En resposta, 10 antics participants dels esdeveniments del CSVN van publicar una carta oberta el 21 de setembre de 2011, acusant el CSVN de "manca de criteri", destacant i criticant personalment el president Cock de Gorter "els vostres... tornejos ja no estan en bones mans" i anunciant la seva retirada dels esdeveniments de CSVN "en la direcció actual".
Rybka va competir a l'esdeveniment CSVN (ICT) de 2012 i va guanyar.